# Handpapperstillverkning

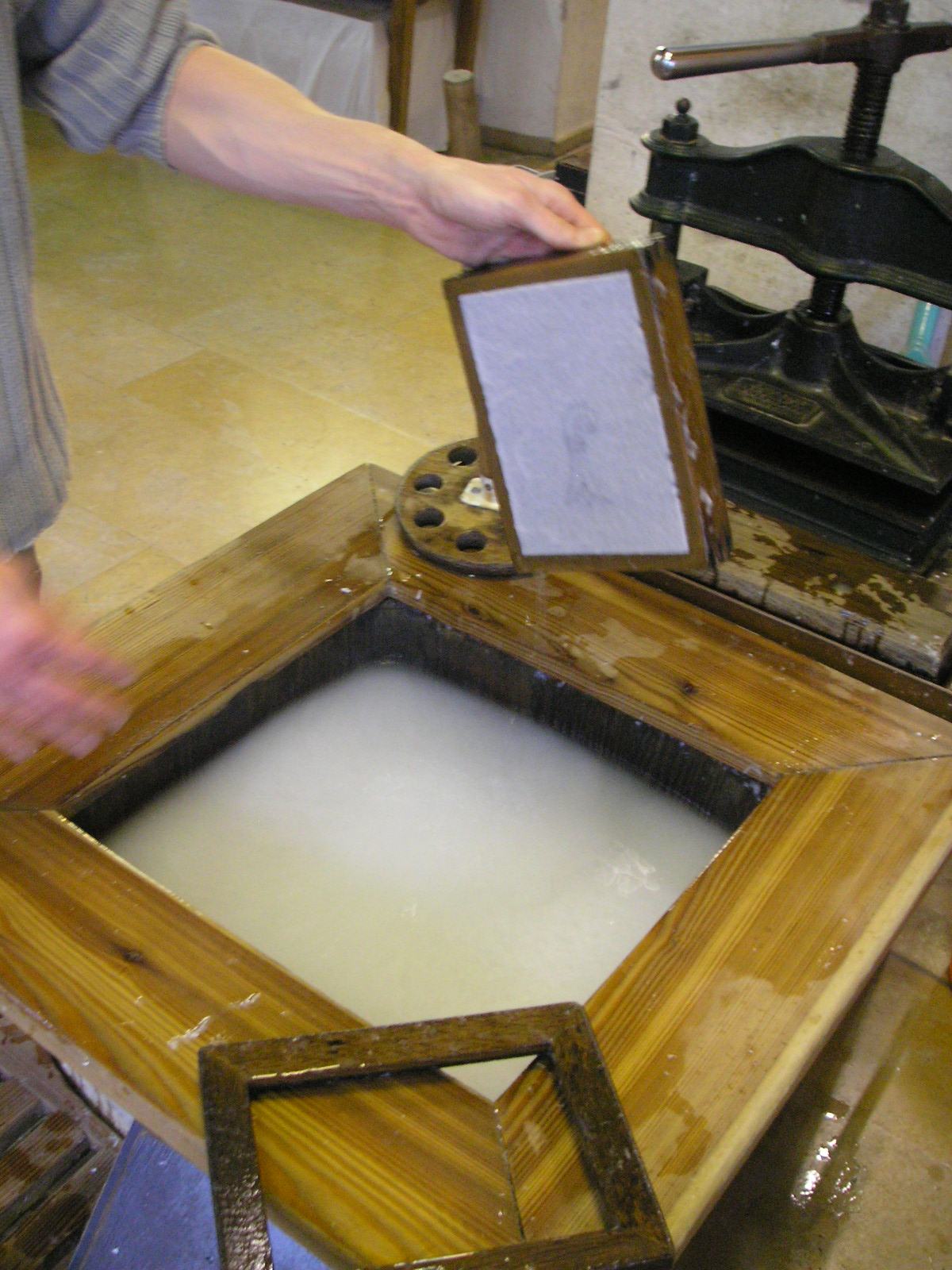
En sats fiberlösning för ett pappersark, som just tagits upp ur kypen.

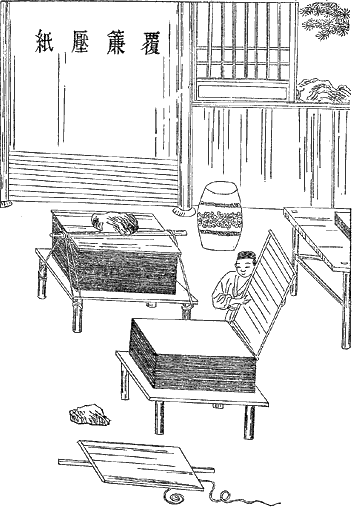
Teckning som visar handpapperstillverkning, såsom den beskrevs av Cai Lun år 150 efter Kristus

Handpapperstillverkning var den vanliga metoden att tillverka papper fram till dess att pappersmaskiner blev vanliga under 1800-talets första hälft. Handpapperstillverkning är idag en exklusiv tillverkningsmetod, som tillämpas på ett fåtal pappersbruk.

## Metod
All papperstillverkning, oberoende av i vilken skala tillverkningen sker, är baserad på att göra en utspädd lösning av naturfiber i vatten, och att pressa denna lösning för att torka genom en silduk, varvid en filt av sammanflätade fibrer åstadkoms. Vattnet avlägsnas från fiberfilten med användning av en press.
Sättet att tillverka papper för hand har ändrats föga över tiden, trots teknologiska framsteg på andra områden. Processen sker i princip i fem steg:
1. Separering. Användbar fiber avskiljs från övriga fibrer ur råmaterialet, till exempel cellulosa från trä.
2. Sönderslagning. Fibrerna slås till en fibermassa.
3. Tillsättning av kemikalier. Eventuell förändring av massans färg och dess mekaniska, kemiska och biologiska egenskaper sker genom tillsättande av olika kemikalier.
4. Formning. Fiberlösningen tas upp ur karet (kypen) med formen, en träram med silduk och däckel, och vattnet  passerar genom nätet.
5. Pressning. Arket läggs mellan filtar och pressas i en press med andra ark när högen av filtar (posten) har nått en viss storlek. Efter pressningen torkas pappersarken.

Formen består av ett nät som är spänt i en träram som liknar en fönsterram. Ramens storlek avgör det slutliga pappersarkets storlek. Formen används tillsammans med en däckel, som är en tom ram. Däckelns innerkanter åstadkommer de lätt oregelbundna och vågiga kanterna på papperet som är en tydlig indikering på att papperet är handgjort.